# Svetlana Nagejkina
Svetlana Vjatjeslavovna Nagejkina (ryska: Светлана Вячеславовна Нагейкина), född 2 februari 1965, är en före detta sovjetisk, och senare rysk och, efter ett nationalietsbyte, vitrysk längdskidåkerska. Hennes största framgång kom i OS 1988 i Calgary då hon tillsammans med det sovjetiska stafettlaget tog guld på 4x5 km.
Under 90-talet tillhörde hon inte de ryskor som var med och vann många guld i de stora skidmästerskapen, men hon deltog i flera VM och OS, och ofta i världscupen. Hon har en världscupseger, från Bohinj i dåvarande Jugoslavien, 1990. Nagejkina stod dock på prispallen så sent som 2002, vid 37 års ålder, i en VC-tävling i masstart i Val di Fiemme. Hon gjorde sitt sista VC-lopp 2007, vid 42 års ålder, och avslutade därefter sin aktiva karriär.
Nagejkina har också två segrar i damklassen i Vasaloppet, 2000 och 2002.

### Fotnoter
1. ↑  ”Vasaloppet”. Vasaloppet. Arkiverad från originalet den 3 december 2013. https://web.archive.org/web/20131203033229/http://www.vasaloppet.se/wps/wcm/connect/989fe080449c33e79e4cff27c64f5ec4/segrare_Vasaloppet_sv3bcd.pdf?MOD=AJPERES. Läst 29 november 2013.